# پایگاه هوایی وهما
پایگاه هوایی وهما  (به انگلیسی: Võhma air base)  یک فرودگاه نظامی   است . این فرودگاه در  کشور استونی قرار دارد و در ارتفاع ۶۱ متری از سطح دریا واقع شده است.